# Кольбе, Петер-Михаэль
Петер-Михаэль Кольбе (нем. Peter-Michael Kolbe, 2 августа 1953, Гамбург — 8 декабря 2023, Любек, Шлезвиг-Гольштейн) — немецкий гребец, трёхкратный серебряный призёр летних Олимпийских игр в соревнованиях одиночек, пятикратный чемпион мира, чемпион Европы, многократный чемпион ФРГ. Соперничество Петера-Михаэля Кольбе и финского гребца Пертти Карппинена считается одним из величайших противостояний в истории гребного спорта.

## Биография
Заниматься академической греблей Петер-Михаэль начал в 1966 году. Первым крупным международным стартом в составе сборной ФРГ для Кольбе стал чемпионат Европы 1973 года в Москве, где немецкий спортсмен стал чемпионом в одиночках. В 1974 году Петер-Михаэль стал бронзовым призёром чемпионата мира в составе четвёрки с рулевым, но из-за разногласий с тренером он окончательно перешёл в одиночки. На своём первом личном чемпионате мира немецкий гребец уверенно завоевал золотую медаль. По итогам 1975 года Кольбе был признан спортсменом года в ФРГ. В первый и единственный раз в истории ФРГ и объединённой Германии эту награду получил представитель академической гребли. В рамках чемпионатов Германии Кольбе 10 раз выигрывал соревнования одиночек, в 1979 году был чемпионом в составе четвёрки без рулевого, а в 1978 и 1980 годах выигрывал в зачёте восьмёрок.
В 1976 году Кольбе дебютировал на летних Олимпийских играх. Молодой гребец смог добраться до финала, где лидировал после первой половины дистанции. Однако финишный рывок финского гребца Пертти Карппинена оставил Кольбе с серебряной медалью. Поражение в финале шокировало немецкого спортсмена, в результате чего он на год ушёл из гребли. Чемпионат мира 1977 года Кольбе пропустил, а в 1978 году Петер-Михаэль во второй раз в карьере стал мировым чемпионом. Спустя год в финале мирового первенства повторилась дуэль Кольбе и Карппинена. И вновь победа осталась за финским гребцом, который опередил Петера-Михаэля более, чем на 6 секунд. Из-за массового бойкота западными странами Олимпиады 1980 года сборная ФРГ не принимала участие в московских Играх. В результате чего победу, в отсутствии своего главного конкурента, вновь одержал Пертти Карппинен.
На чемпионате мира 1981 года Кольбе и Карппинен вновь должны были сойтись друг против друга, однако финский гребец вместе с братом Реймой выступал в двойках парных, где стал серебряным призёром. В отсутствии конкуренции Петер-Михаэль завоевал свою третью золотую медаль. Чемпионат 1982 года оба спортсмена пропустили, а в 1983 году Кольбе в очередной раз стал обладателем золотой медали. Летние Олимпийские игры 1984 года прошли по сценарию 8-летней давности. Вновь Кольбе лидировал в финальном заезде, но на финише Карппинен обошёл немецкого гребца и стал трёхкратным олимпийским чемпионом. В 1985 году Кольбе стал третьим на чемпионате мира, уступив помимо Карппинена, ещё и американцу Эндрю Саддату. В 1986 году немецкому гребцу удалось опередить всех в финале чемпионата мира, причём в решающем заезде Карппинену он «привёз» четыре секунды. В 1987 году Кольбе вновь опередил финского гребца, но их обоих опередил молодой восточногерманский гребец Томас Ланге.
На летних Олимпийских играх 1988 года в Сеуле Петер-Михаэль Кольбе в каждом из предварительных раундов показывал время слабее, чем у Ланге и Саддата. Пертти Карппинен также участвовал в сеульских Играх, но ему не удалось даже выйти в финал соревнований. Решающий заплыв прошёл в борьбе двух немецких гребцов. К середине дистанции лидерство захватил Кольбе, опережавший Ланге почти на секунду, однако, как и на предыдущих своих Играх, Кольбе на второй половине дистанции начал терять скорость, в результате чего Ланге уверенно обошёл своего соперника из ФРГ и завершил гонку с новым лучшим олимпийским временем (6:49,86). На финише Кольбе проиграл Томасу Ланге почти 5 секунд, однако ему хватило задела, созданного на первой половине дистанции, чтобы выиграть свою третью серебряную медаль.
После окончания Игр 1988 года Кольбе завершил свою спортивную карьеру. В том же году президент Международной федерации академической гребли (FISA) Томас Келлер наградил медалью Петера-Михаэля Кольбе и Пертти Карппинена, отметив их противостояние, как одно из величайших в истории академической гребли. С 1990 года эта медаль стала самой престижной наградой FISA и вручается спортсменам в знак признания их выдающейся карьеры в гребле.
В течение пяти лет возглавлял Немецкую Федерацию Академической Гребли. В июле 2016 года Кольбе был включён в Зал славы немецкого спорта.
По данным немецких СМИ, в последние годы жизни Кольбе страдал деменцией. В 2022 году его сбила машина, когда он ехал на велосипеде, после чего ему потребовался уход и он оказался в доме престарелых. Жизнь Кольбе оборвалась 8 декабря 2023 года в доме престарелых в Любеке.

## Личная жизнь
- Был женат на норвежской журналистке Айне Моберг, сын — Кнут Микель. Пара проживала в Осло.
- Отец — полицейский, мать — домохозяйка[19].